# Beaverton, Oregon
Beaverton là một thành phố trong Quận Washington tiểu bang Oregon, Hoa Kỳ, nằm cách 7 dặm Anh về phía tây của Portland trong Thung lũng sông Tualatin. 
Đến tháng 5 năm 2006, dân số của nó ước lượng là 84.270, 9,1% hơn so với con số điều tra dân số Hoa Kỳ năm 2000 là 76.129. Với kết quả này thì Beaverton là thành phố lớn thứ hai trong quận và lớn thứ sáu trong tiểu bang Oregon. Các kế hoạch sáp nhập gây tranh cãi của Beaverton trong thập niên tới có thể đưa đến kết quả phát triển lớn trong cả dân số và diện tích.

## Địa lý
Beaverton nằm ở vị trí 45°29′13″B 122°48′13″T / 45,48694°B 122,80361°T.
Theo Cục Điều tra Dân số Hoa Kỳ, thành phố có tổng diện tích là 16,3 mi² (42,3 km²), không có vùng nước xung quanh.

## Cao đẳng và Đại học
- Cao đẳng Cambridge (Viện đại học kỹ thuật cao)
- Đại học Tiểu bang Portland (cơ sở chương trình mở rộng ngoài thành phố Portland, Oregon)[2]

## Thành phố kết nghĩa
- Tân Trúc, Trung Hoa Dân Quốc
- Birobidzhan, Nga
- Cheonan, Hàn Quốc
- Cluses, Pháp
- Gotenba, Nhật Bản
- Trossingen, Đức